# مونا (جزيرة)

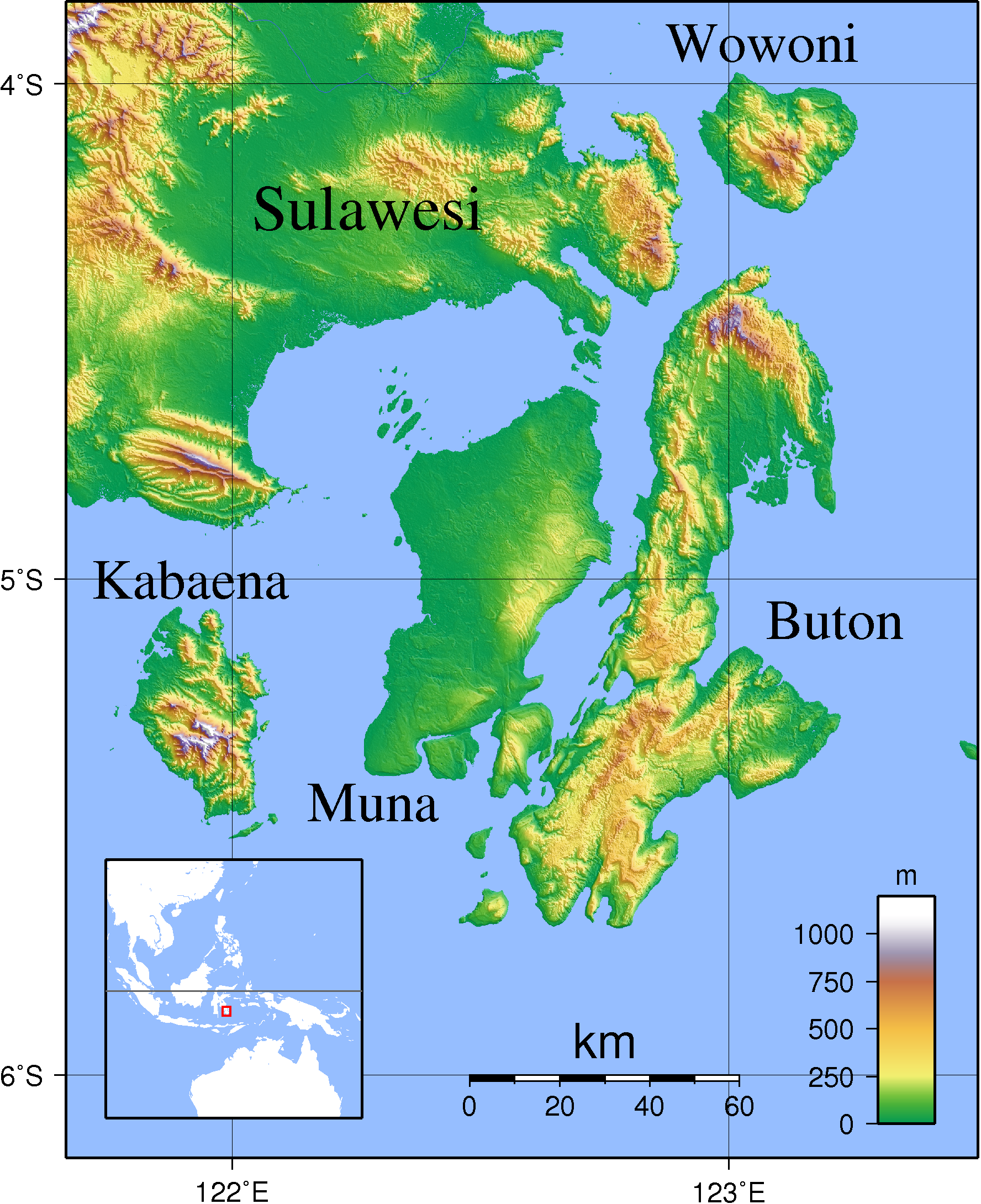
جزيرة مونا وتظهر في الخريطة جزر بوتون و(ووني) وكاباينا مقابل ساحل جزيرة سولاوسي

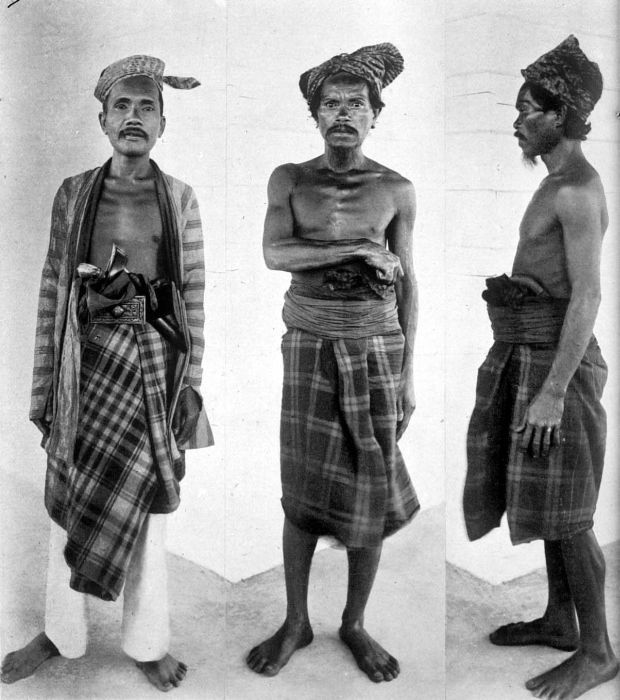
الزي الشعبي في جزيرة مونا، إلى اليسار زي الرجال النبلاء

جزيرة مونا هي جزيرة إندونيسية تقع ضمن مقاطعة سولاوسي الجنوبية الشرقية في بحر باندا مقابل الساحل الجنوبي الشرقي لجزيرة سولاوسي. تبلغ مساحة الجزيرة 2889 كم².